# María Esteve
 (février 2025).
Si vous disposez d'ouvrages ou d'articles de référence ou si vous connaissez des sites web de qualité traitant du thème abordé ici, merci de compléter l'article en donnant les références utiles à sa vérifiabilité et en les liant à la section « Notes et références ».
Pour les articles homonymes, voir Esteve.
María Esteve, née le 30 décembre 1974 à Mar del Plata (Argentine), est une actrice espagnole.

## Biographie
María Esteve est la fille de l'actrice espagnole Pepa Flores (la célèbre Marisol) et du danseur Antonio Gades. Elle a deux sœurs : la chanteuse Celia Flores et la psychologue espagnole Tamara Esteve.  
Elle figure dans la série télé Doctor Mateo diffusée sur Antena 3 le 22 février 2009.

## Filmographie

### Films
- 1996 : Más que amor, frenesí
- 1998 : Atómica
- 1998 : Mensaka : Natalia
- 1998 : Nada en la nevera : Carlota
- 1999 : Raisons de vivre
- 1999 : Cuarteto de la Habana (en) : Vicky
- 2000 : El arte de morir (en) : Clara
- 2001 : Au bonheur des hommes (ca) : Amiga
- 2002 : Un lit pour quatre : Pilar
- 2002 : Las rubias los prefieren caballeros
- 2003 : Jours de foot : Carla
- 2004 : Inconscientes
- 2004 : El juego de la verdad (en) : Lea
- 2005 : Queen Size Bed : Pilar
- 2007 : Four Last Songs (en) : Sweetie

### Séries télévisées
- 2005 : 7 vidas
- 2005 : Maneras de sobrevivir
- 2009-2010 : Doctor Mateo (en) : Elena